# Беверлі Гловер
Беверлі Гловер (Beverley Jane Glover; народ. 7 березня 1972) — британська ботанікиня.
Докторка філософії (1997).
З 2013 року професорка Кембриджського університету і директорка Cambridge University Botanic Garden[en] (перша жінка на цій посаді за його майже 300-річну історію).
Фелло Лондонського Ліннеївського товариства (2010).

## Біографія
Закінчила Сент-Ендрюський університет (бакалавр, 1993).
В 1997 році отримала ступінь докторки філософії в Університеті Східної Англії, займалася у John Innes Centre у Кеті Мартін, дисертація — «Cellular Differentiation in Plants». З 1996 року — в Кембриджі, спочатку до 1999 року — молодший дослідний фелло Куїнз-коледжу, потім лекторка, з 2005 року старша лекторка, з 2010 року рідерка.
З 2015 року член ради піклувальників Королівського ботанічного саду Единбурга. Член редколегії Current Biology.

## Відзнаки
Відзначена медаллю двохсотріччя Ліннеївського товариства (2010) і William Bate Hardy Prize Кембриджського філософського товариства (2010).

## Праці
Її книга «Understanding Flowers and Flowering: An Integrated Approach» (Oxford University Press, 2007) відзначена Marsh Book of the Year Award Британського екологічного товариства (2009).